# شيرمان هوارد (لاعب كرة قدم أمريكية)
شيرمان هوارد (بالإنجليزية: Sherman Howard)‏ هو لاعب كرة قدم أمريكية أمريكي، ولد في 28 نوفمبر 1924 في نيو أورلينز في الولايات المتحدة.

## وصلات خارجية
- شيرمان هوارد على موقع مرجع كرة القدم المحترفة.كوم (الإنجليزية)